# Víctor Púa
Víctor Haroldo Púa Sosa (Paso de los Toros, 21 marzo 1956) è un allenatore di calcio ed ex calciatore uruguaiano, ex commissario tecnico della nazionale di calcio uruguaiana, che ha guidato durante il campionato del mondo 2002.

## Carriera

### Giocatore
Ha giocato per vari club in Uruguay, con due esperienze all'estero, in Paraguay con il Club Olimpia e in Argentina al Club Deportivo Mandiyú.

### Allenatore
Dopo aver guidato l'Uruguay under 20 al secondo posto nel Campionato mondiale di calcio Under-20 1997, viene chiamato dalla Federazione calcistica dell'Uruguay per guidare la nazionale di calcio uruguaiana per la Confederations Cup 1997. Raggiunto il secondo posto alla Copa América 1999, viene rimpiazzato da Daniel Passarella, a cui subentra nuovamente prima di Corea del Sud-Giappone 2002.
Nel 2004 ha assunto il ruolo di allenatore del Rosario Central, rimanendo in carica per soli due turni di campionato. Dal 2007 è stato incaricato dalla dirigenza del Peñarol di allenare il settore giovanile.

## Palmarès

### Giocatore
- Liguilla Pre-Libertadores de América: 1

Defensor: 1979
- Campionato paraguaiano: 1

Olimpia: 1982